# Australian Open 1973
L'Australian Open 1973 è stata la 61ª edizione dell'Australian Open e prima prova stagionale dello Slam per il 1973. Si è disputato dal 26 dicembre 1972 al 1º gennaio 1973 sui campi in erba del Kooyong Stadium di Melbourne in Australia. Il doppio misto non si è disputato.

## Risultati

### Singolare maschile
John Newcombe ha battuto in finale  Onny Parun con il punteggio di 6–3, 6–7, 7–5, 6–1

### Singolare femminile
Margaret Court ha battuto in finale  Evonne Goolagong Cawley con il punteggio di 6–4, 7–5

### Doppio maschile
Malcolm Anderson /  John Newcombe hanno battuto in finale  John Alexander /  Phil Dent per 6–3, 6–4, 7–6.

### Doppio femminile
Margaret Court /  Virginia Wade hanno battuto in finale  Kerry Harris /  Kerry Melville Reid con il punteggio di 6–4, 6–4

### Doppio misto
Il doppio misto non è stato disputato tra il 1970 e il 1985.